# 涅斯捷羅夫區

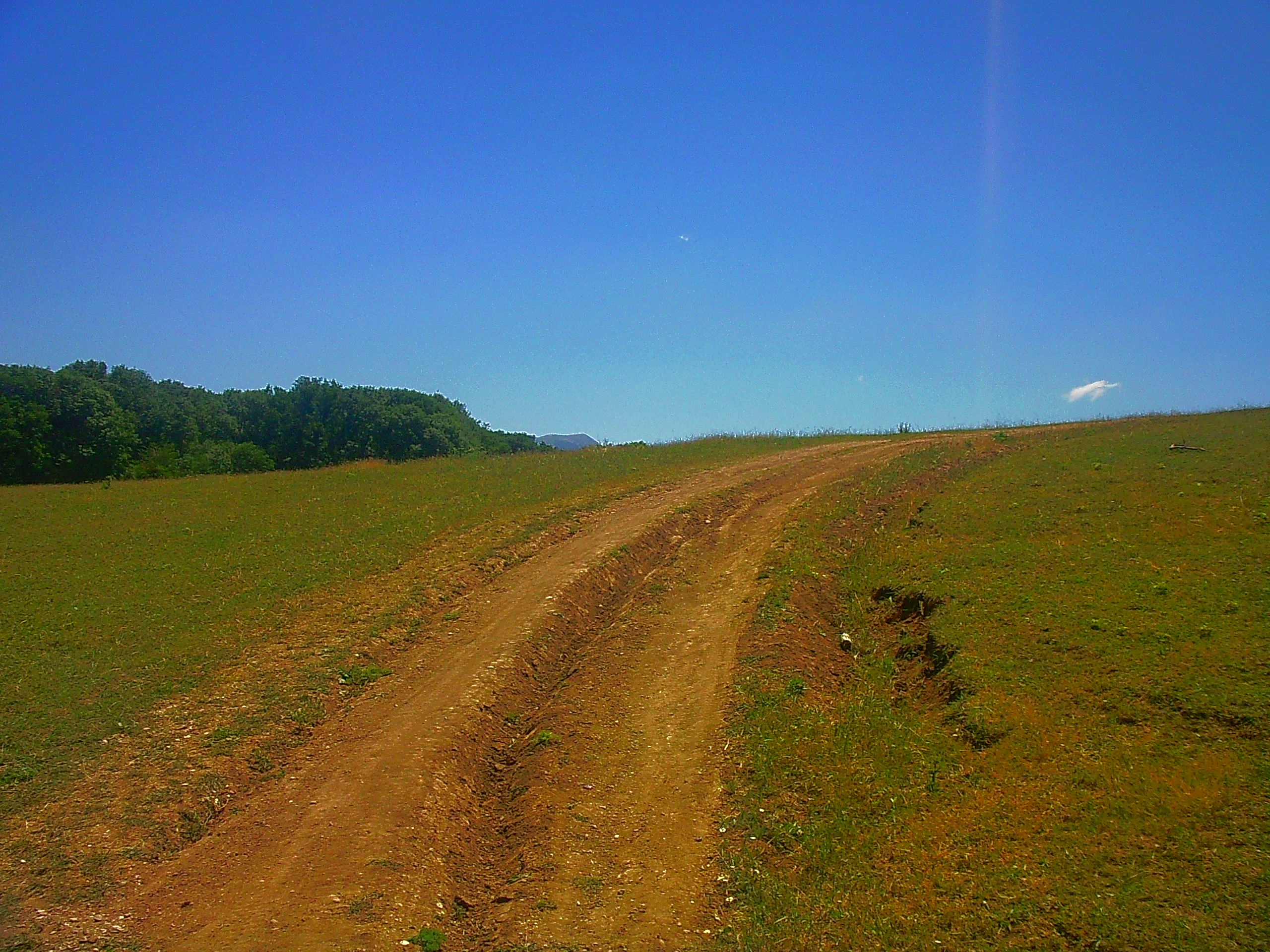

54°38′N 22°34′E / 54.633°N 22.567°E
涅斯捷羅夫區，是俄羅斯的一個區，位於該國西北部，由加里寧格勒州負責管轄，面積1,062平方公里，2010年人口16,213，人口密度每平方公里15.27人。